# Jan Mijtens

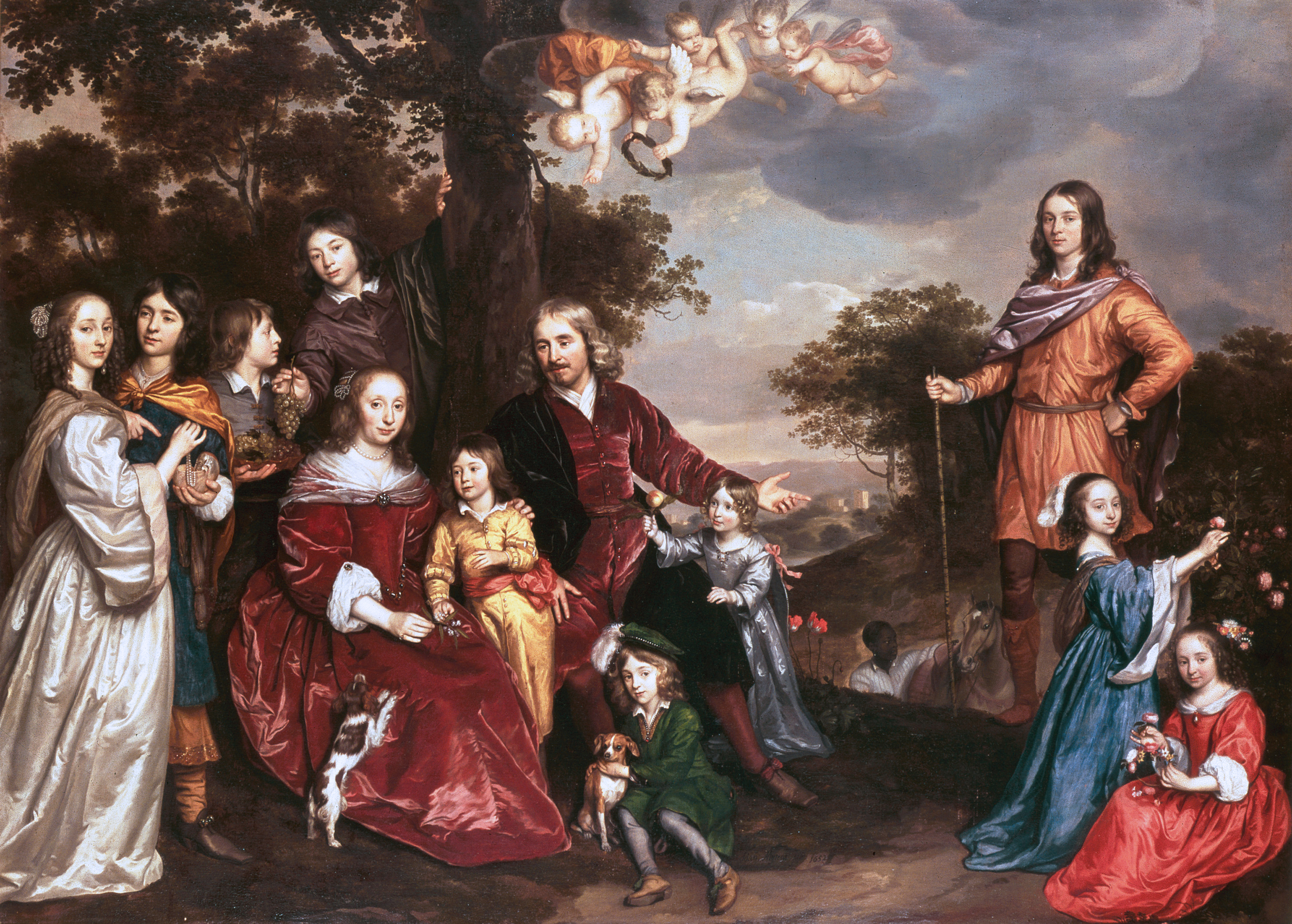
La famiglia van den Kerckhoven (1652)

Jan o Johan o Johannes Mijtens,  o Mytens (L'Aia, 1614 – L'Aia, 24 dicembre 1670  (sepolto)), è stato un pittore e disegnatore olandese del secolo d'oro.

## Biografia

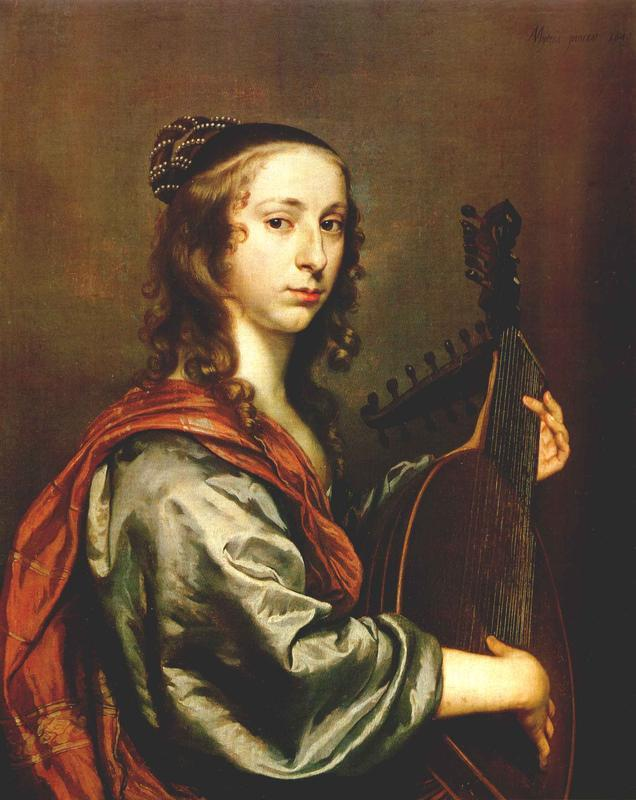
La suonatrice di liuto (1648)

Figlio di David, sellaio, e nipote di Isaac e Daniel Mijtens, apparteneva ad una famiglia di artisti olandesi di origine fiamminga e probabilmente fu allievo di entrambi gli zii durante l'adolescenza. Fu attivo all'Aia dal 1638 al 1670, anche come pittore di corte. Nel 1642, o nel 1639, divenne membro della locale Corporazione di San Luca e circa quindici anni dopo, nel 1656, presidente. Sposò nel 1642 la figlia Anna dello zio Daniel Mytens. Nell'ultimo decennio di vita contribuì alla fondazione dell'associazione di pittori De Pictura, prodigandosi nell'insegnamento della pittura ritrattistica. Nel 1669 e 1670 ne fu anche un dirigente.
Si dedicò alla rappresentazione di soggetti di genere, storici e ritratti, divenendo un ritrattista importante ed alla moda nella sua città natale. Ricevette commissioni da membri della nobiltà e della corte, da importanti cittadini ed ufficiali governativi.
Eseguì ritratti individuali a grandezza naturale e a 3/4 di lunghezza o a mezzo busto, ma anche gruppi di famiglia in scala ridotta, evidenziando la ricchezza ed importanza dei modelli con abiti sontuosi e gioielli. Il suo stile presenta reminiscenze di Antoon van Dyck, in particolare nell'esecuzione di ritratti di gruppi di famiglia in paesaggi boscosi, Peter Lely e J.de Been.
Furono suoi allievi Julius de Geest, Nicolaes Lissant, Gerard de Nijst, Adriaen Stalpert van der Wiele, Pouwels van de Velde, Andries Thijsz de Wit e Urbanus Talibert van Yperen.

## Opere
- Ritratto di donna, olio su tela, 69,95 x 57,15 cm, 1660 circa, J. Paul Getty Museum, Los Angeles[6]
- La famiglia di Willem Van Der Does, olio su tela, Museo Mayer van den Bergh, Anversa[1]
- La suonatrice di liuto, olio su tela, 1648, National Gallery of Ireland, Dublino
- Govert van Slingelandt e la sua famiglia, olio su tela, 100 x 87 cm, 1657, Rijksmuseum, Amsterdam[7]
- La famiglia van den Kerckhoven, olio su tela, 134 × 182 cm, 1652 circa, The Hague Historical Museum, L'Aia